# Озджан, Рамазан
Рамаза́н Озджа́н (нем. Ramazan Özcan; 28 июня 1984, Хоэнемс, Австрия) — австрийский футболист, вратарь. Выступал за национальную сборную Австрии.

## Биография
Рамазан начал свою профессиональную карьеру в клубе «Аустрия» (Лустенау) в 2003 году, летом 2006 года перешёл в «Ред Булл Зальцбург», где провёл полтора сезона в качестве третьего вратаря, сыграл только две игры в конце сезона 2006/07. Во время зимнего перерыва 2007/08 Озджан перешёл в клуб Второй Бундеслиги, «Хоффенхайм». С 30 декабря 2009 года выступал за «Бешикташ» на правах аренды.
В мае 2011 года перешёл в «Ингольштадт 04», подписав двухлетний контракт.
В сезоне 2016/17 Озджан подписал трехлетний контракт с «Байером» из Леверкузена.